# Eriogonum dasyanthemum
Eriogonum dasyanthemum là một loài thực vật có hoa trong họ Rau răm. Loài này được Torr. & A.Gray mô tả khoa học đầu tiên năm 1870.